# جیمز استوارت (بازیکن فوتبال، زاده ۱۸۸۵)
جیمز استوارت (انگلیسی: James Stewart؛ ۱۸۸۵–۲۸ ژوئیه ۱۹۶۰) بازیکن فوتبال اهل بریتانیا بود.
از باشگاه‌هایی که در آن بازی کرده‌بود می‌توان به باشگاه فوتبال دومبارتون، باشگاه فوتبال همیلتون آکادمیکال، باشگاه فوتبال مادرول و باشگاه فوتبال لیورپول اشاره کرد.